# Plaza Challenge
Plaza Challenge is een economisch georiënteerde MMORPG.
Dit online managementspel dat sinds 2005 wordt gespeeld in voornamelijk Nederland en België. Het spel is, net zoals onder andere Online Soccer Manager, gecreëerd door Derwort Media. Hierbij is het doel om zo veel mogelijk punten te verzamelen en de andere spelers te slim af zijn.
Per 1 november 2011 is de open versie van Plaza Challenge opgehouden te bestaan. Plaza School Editie bestaat nog wel.

## Werkwijze
Een speler die speelt in een plaza van de 77 beschikbare steden. Dit zijn vooral steden in Nederland en België maar er zijn ook steden beschikbaar in Engeland en Frankrijk. Er wordt gespeeld op verschillende sterktes variërend van 1 (laagste) tot en met 6 (hoogste). Het verschil in de winkelcentra wordt gemaakt in de sterkte maar vooral in de verschillende soorten winkels waar men de eigenaar van kan worden. Iedere plaza heeft vier soorten winkels waaruit gekozen kan worden.
De deelnemer wordt in het winkelcentrum waarin gespeeld wordt eigenaar van één of meerdere winkels. Hier kan men een aantal zaken regelen die ook in het echte bedrijfsleven van belang zijn. Onder andere het inkopen doen, en de verkoop prijzen instellen, maar ook leningen afsluiten en personeel inhuren zijn belangrijke aspecten van het spel.

## Clans
Clans worden op Plaza Challenge Clubs genoemd. Tegen betaling kan men lid worden van een club. Een club heeft minimaal 6 en maximaal 20 leden. Hiermee kun je samen met andere spelers op de vergadertafel overleggen en zo een nog betere tactiek vinden die leidt tot een overwinning.

## Plaza School Editie
Voor scholen heeft Plaza Challenge een speciale editie ontwikkeld: de Plaza School Editie. Hierbij leert men de belangrijkste marktprincipes door het spel te spelen. De docent kan het niveau aanpassen door bepaalde opties in of uit te schakelen. Plaza School Editie wordt vaak gebruikt bij de schoolvakken economie, Management en Organisatie of hieraan gerelateerde vakken.
De school editie van het spel heeft ook de IPON Awards in 2009 gewonnen in de categorie "Software VO".